# Audit ergonomique
L'audit ergonomique se distingue des tests utilisateurs par l'absence de participation des utilisateurs. L'audit se base généralement sur une des méthodes d'inspection des interfaces.

## Les méthodes d’inspections.
Les méthodes d’inspections des interfaces sont souvent utilisées car elles sont relativement faciles à mettre en œuvre même dans des délais très courts et sur des projets encore en développement. Elles ne demandent que peu de ressources et présentent un rapport coût/bénéfice intéressant. Les différentes méthodes existantes présentent des avantages et des inconvénients. Il est aussi possible de contrebalancer certains de ces inconvénients. Certaines méthodes sont plus centrées sur les interfaces alors que d’autres sont plus centrées sur l’utilisateur. Elles présentent aussi différents niveaux d’abstraction. Par exemple, les méthodes basées sur des heuristiques présentent un haut niveau d’abstraction, celles basées sur le respect des standards IHM ont un niveau d’abstraction plus faible.
Nous présentons brièvement trois méthodes d’inspections couramment utilisées et qui ont donné lieu à plusieurs études :
- l’évaluation heuristique
- l’inspection cognitive
- l’inspection heuristique.

### L’évaluation heuristique
L’évaluation heuristique, en s’appuyant sur quelques règles d’ergonomie, indique les éléments qui ne respectent pas ces règles. Les heuristiques sont donc des connaissances générales de haut niveau qui aident à la compréhension des problèmes, non fondées sur un modèle formel et qui n’aboutissent pas nécessairement à une solution optimale. La notion d’heuristique est issue des sciences cognitives et de l’informatique.
Les heuristiques proposées par Nielsen & Molich sont par exemple les suivantes :
- Visibilité du statut du système
- Contrôle utilisateur et liberté d’action
- Prévention des erreurs
- Flexibilité et efficience d'utilisation
- Fonctions de l'aide (reconnaissance, diagnostic et récupération d'erreurs)

L’évaluateur passe en revue le système pour relever les défauts par rapport à ces heuristiques. L’inconvénient de cette méthode est qu’elle ignore le contexte d’usage. Nielsen note que les heuristiques sont intéressantes pour expliquer les défauts, mais qu’il ne sait pas dans quelle mesure cela est efficace pour trouver les défauts.

### L’inspection cognitive
L’inspection cognitive (Cognitive Walkthrough en anglais (en)) est une méthode d’inspection procédurale. Cette méthode d’inspection consiste à évaluer la facilité d’utilisation et d’apprentissage par l’exploration systématique d’un système interactif. L’évaluateur passe alors en revue tous les écrans et toutes les actions et pour chacun d’eux, il s’interroge sur ce que l’utilisateur cible serait tenté de faire. L’évaluateur tente de répondre aux quatre questions suivantes :
- Les utilisateurs vont-ils tenter d’exécuter les actions appropriées ?
- Les utilisateurs sauront-ils que les actions appropriées sont permises ou disponibles ?
- Les utilisateurs vont-ils associer aux effets souhaités les actions appropriées ?
- Lorsque les actions seront effectuées l’utilisateur pourra-t-il se rendre compte des traitements en cours ?

Si l’interface est bien conçue, les actions permises ou proposées par le système devraient correspondre à celles attendues par l’utilisateur.

### Une méthode hybride, L’inspection heuristique.
Cette méthode est un croisement entre l’inspection cognitive et l’évaluation heuristique. Une liste des tâches les plus fréquentes ou les plus critiques doit être établie en amont. L’évaluation se passe en deux phases, une phase basée sur les tâches à réaliser et une phase libre. Dans la première phase l’évaluateur réalise les tâches en se posant les questions de l’inspection cognitive. Dans une deuxième phase, il explore librement le système en se posant toujours les questions et en utilisant les heuristiques de Nielsen.
Sears compare les trois méthodes. L’inspection heuristique permet de trouver plus de défauts que l’inspection cognitive et moins de faux positifs (défaut qui n’en est pas un) que l’évaluation heuristique de Nielsen.